# Bipolaris crustacea
Bipolaris crustacea är en svampart som först beskrevs av Henn., och fick sitt nu gällande namn av Alcorn 1982. Bipolaris crustacea ingår i släktet Bipolaris och familjen Pleosporaceae.   Inga underarter finns listade i Catalogue of Life.